# Симонсен, Стив
Стив Си́монсен (англ. Steve Simonsen; 3 апреля 1979, Саут-Шилдс) — английский футболист, вратарь.

## Карьера
Начинал карьеру в мерсисайдском клубе «Транмир Роверс» в 1996 году, затем был этап в «Эвертоне», где основным голкипером он смог стать лишь в 2004 году. В этом же году Стивен решил сменить клубную прописку, и перешёл в «Сток Сити», который в то время играл в третьем по счёту английском дивизионе. Там он сумел зарекомендовать себя. С 2004 по 2008 годы являлся основным вратарем «Сток Сити». Дошёл с ним до английской Премьер-лиги. Руководство поставило задачу закрепиться в высшем дивизионе, Симонсену нужен был дублёр, поэтому вратарская линия была укреплена Томасом Сёренсеном. Но Стив Симонсен проиграл борьбу и стал вторым голкипером клуба. В марте 2010 года руководство «Сток Сити» разрешило игроку перейти в клуб Чемпионшипа «Шеффилд Юнайтед» в статусе свободного агента, который испытывал некоторые проблемы с вратарской линией после перехода Падди Кенни в «Куинз Парк Рейнджерс». В сезоне 2010/11 сыграл 39 матчей (37 из них в основном составе), проведя на поле 3413 минут (в среднем 88 минут за матч).
В 1999 году провёл четыре матча за молодёжную сборную Англии.